# Чарнкув
Ча́рнкув (пол. Czarnków) — місто в північно-західній Польщі, на річці Нотець.

## Демографія
Демографічна структура станом на 31 березня 2011 року:
|          | Загалом | Допрацездатний вік | Працездатний вік | Постпрацездатний вік |
| -------- | ------- | ------------------ | ---------------- | -------------------- |
| Чоловіки | 5632    | 1103               | 3996             | 533                  |
| Жінки    | 5911    | 1039               | 3610             | 1262                 |
| Разом    | 11543   | 2142               | 7606             | 1795                 |